# Mikulovská vrchovina
I Mikulovská vrchovina (in tedesco Nikolsburger Bergland) sono un gruppo montuoso secondario dei Carpazi situato nel sud della Repubblica Ceca, in Moravia Meridionale.